# Acanthormius rugosus
Acanthormius rugosus är en stekelart som beskrevs av Watanabe 1968. Acanthormius rugosus ingår i släktet Acanthormius och familjen bracksteklar. Inga underarter finns listade i Catalogue of Life.